# Ceràmica incisa

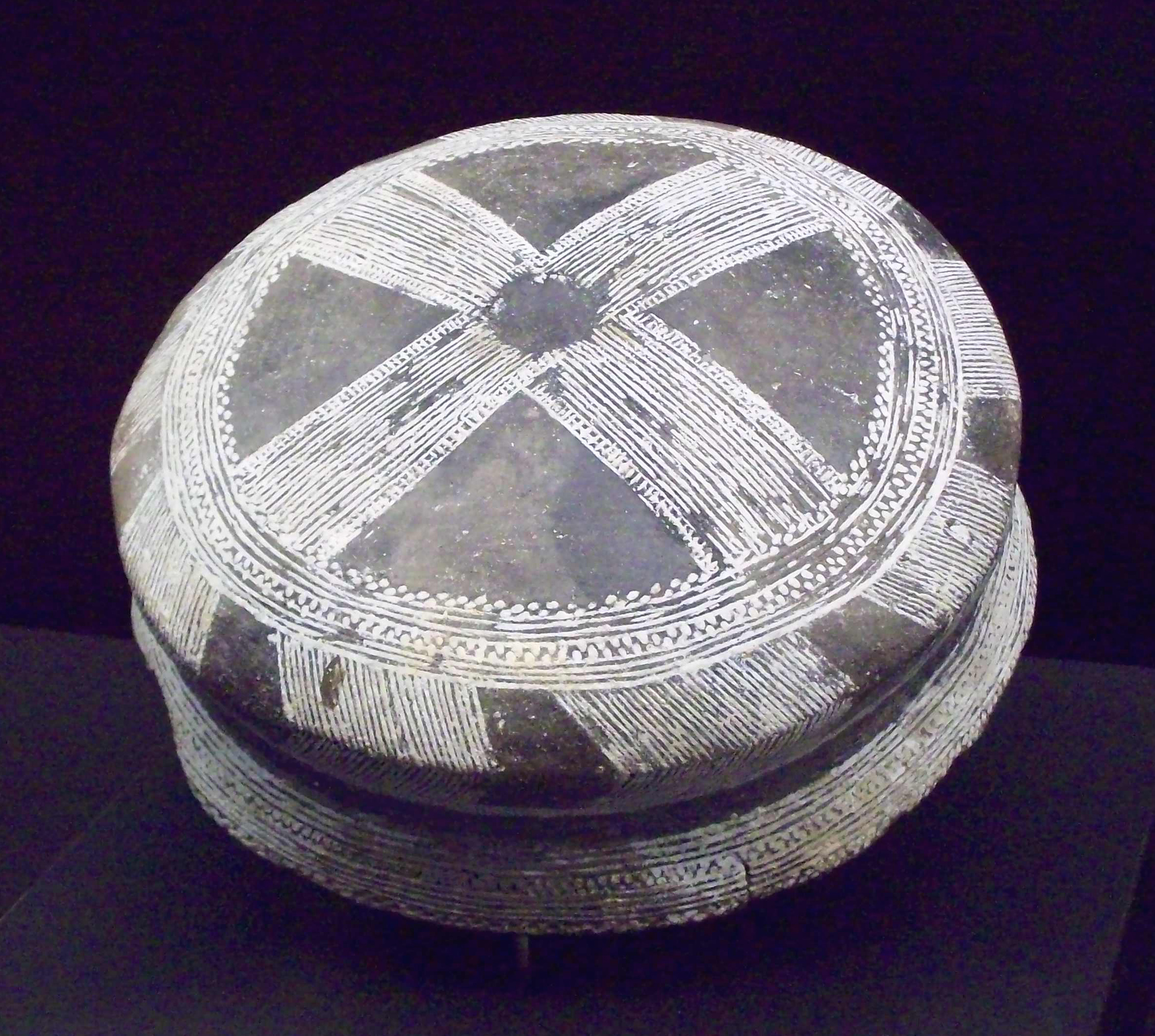
Cassola del conjunt de Ciempozuelos. Elaborada en argila negra, polida amb una capa de fang fi i decorada amb motius geomètrics incisos farcits de pasta blanca

La ceràmica incisa al·ludeix al conjunt de peces de terrissa que mostren exemples de tècniques decoratives fetes amb incisions al fang encara tendre. Provenen de la prehistòria, i formen conjunts tan representatius del Neolític com la ceràmica campaniforme o la cordada,[1] i objectes com l'“olla de Bronocice”. Pot aparèixer barrejada o complementada amb altres processos de decoració terrissera, com la incrustació, la ceràmica excisa i semiexcisa, la decoració impresa, en relleu, i fins a la ceràmica pintada.

## Tècnica
La tècnica d'incisió inclou talls efectuats pressionant o esquerdant el fang abans de coure'l, quan encara està bla.[3] S'hi utilitzen punxons i altres eines primitives, a més dels dits. La incisió es pot diferenciar en V (incisa) o en O (acanalada), segons siga la punta del punxó afilada o camussa.[4]
Al manual sobre Terrisseria popular, Natacha Seseña descriu aquesta tècnica decorativa realitzada inicialment amb les ungles o objectes punxants (ossos, canyes, furgadents) i eines posteriorment més sofisticades encara que elementals, com «pintes, espàtules o rodetes». Seseña la considera una tècnica comuna a tots els terrissers del món, per la seua simplicitat, que evolucionà des de temes senzills i irregulars a composicions rítmiques imaginatives. Per a Lluviá també és la decoració obtinguda com a resultat de ratllar la peça engalbada o pintada.

## Tipus

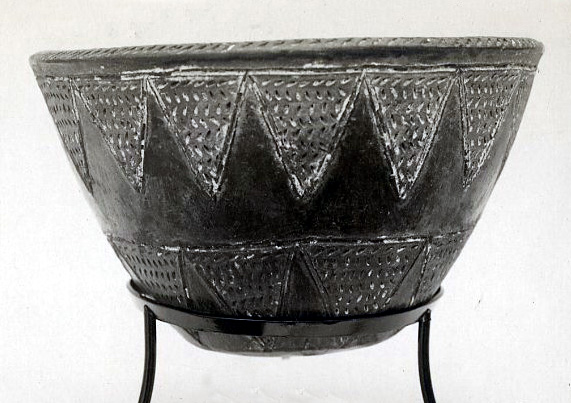
Ceràmica negra incisa egípcia del període predinàstic
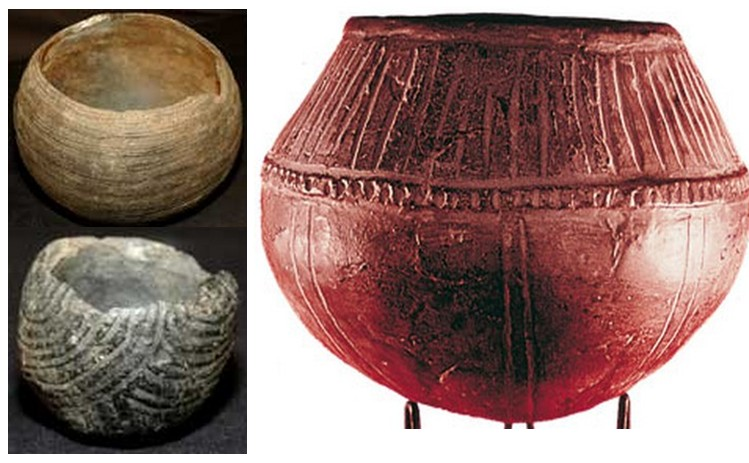
Ceràmica auarita berber de la Palma (Canàries)
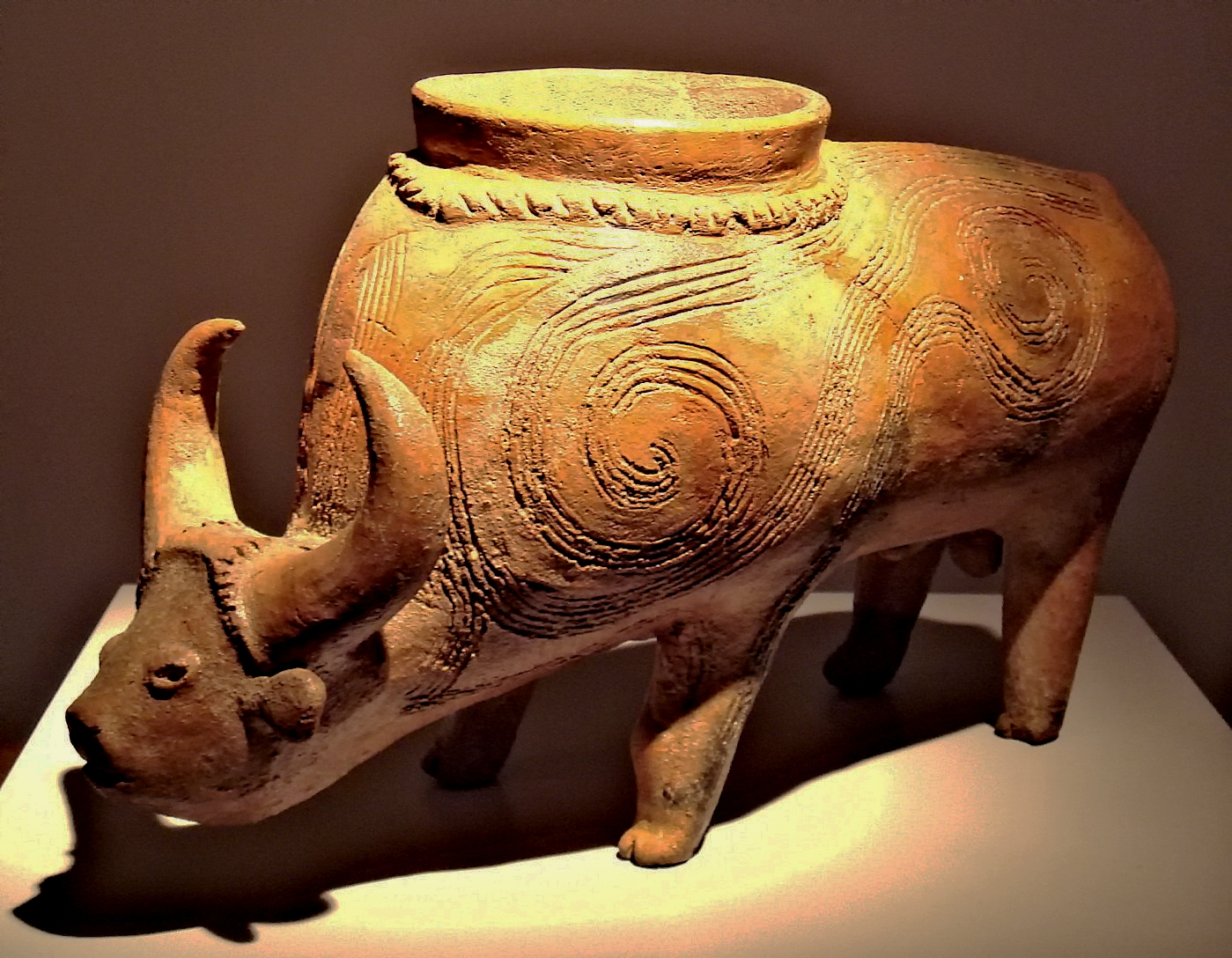
Terracota tailandesa datada del s. XXIV ae
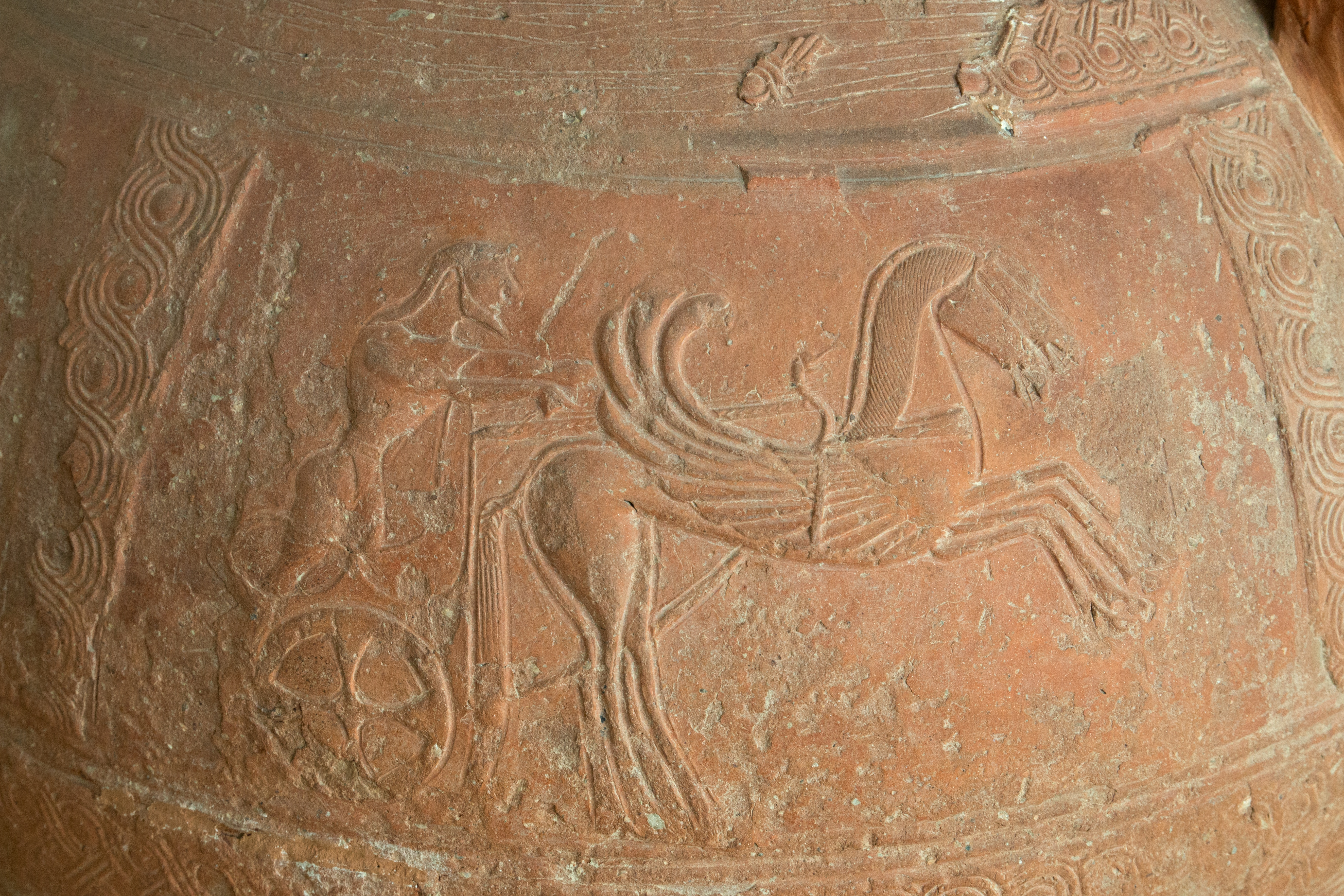
Detall de decoració incisa i en relleu, en un pithos ciclàdic del segle vii aC

(Per a un glossari tipològic més detallat podeu veure ceràmica impresa.)